# Chajjim Jellin
Chajjim Jellin (hebr.: חיים ילין, ang.: Haim Yellin, ur. 12 maja 1958 w Buenos Aires) – izraelski polityk, w latach 2015–2019 poseł do Knesetu z listy Jest Przyszłość (Jesz Atid).
W wyborach parlamentarnych w 2015 po raz pierwszy dostał się do izraelskiego parlamentu. W dwudziestym Knesecie zasiadał w komisji nauki i technologii. W kwietniu 2019 utracił miejsce w parlamencie.